# Сором (фільм, 2011)
«Сором» (англ. Shame) — британська еротична психологічна драма 2011 року, знята режисером Стівом Макквіном. В головних ролях грають Майкл Фассбендер і Кері Малліган, події стрічки розгортаються в Нью-Йорку. Через свої відверті сексуальні сцени фільм отримав найвищий віковий рейтинг, зокрема, в США.
«Сором» вийшов на екрани у Великій Британії 13 січня 2012 року і 10 травня того ж року в Україні. Також за ініціативи «Артхаус Трафік» 11 квітня 2024 фільм був перевипущений в українських кінотеатрах. Стрічка отримала загалом позитивні відгуки критиків, які особливо підкреслювали гру Фассбендера та Малліган, реалістичне зображення сексуальної залежності та режисуру.

## Сюжет
Брендон Салліван — офісний щур котрий проживає у Нью-Йорку. Спить з повіями, мастурбує кілька разів на день, сексуально залежний, тому часто вимушений вивільняти накопичену енергію у різноманітних місцях — туалет в офісі, душ, вітальня і так далі.
Одного разу, під час ранкових мандрів до роботи, головний герой зауважує привабливу жінку, що має персня на руці. Вони заграють очима, чим спочатку вона відповідає взаємністю, однак затим присоромлюється. Коли дійшла потрібна зупинка Брендон рушив за нею, але не зміг наздогнати — жінка губиться у натовпі. Згодом Брендон і його одружений бос Девід лестяться до жінок у клубі. Пізніше в провулці Брендон злягається з жінкою, яку зваблював раніше Девід у клубі.
Брендон ігнорує телефонні дзвінки сестри Сіссі, співачки з лаунжу. Доки не повертаючись з чергового робочого дня у власну квартиру, несподівано в душі зустрічає сестру. У Сіссі декілька концертів в місті, тому вона просить залишитися на кілька днів; згодом він чує телефонну розмову сестри з її коханцем. Після того, як комп'ютерна система компанії Брендон була засмічена вірусами, на комп'ютері Брендона виявляється купа різноманітної порнографії. Девід припускає що це діло рук стажера Брендона.
Брендон і Девід заслухують виступ Сіссі, що виконує «Нью-Йорк, Нью-Йорк» у барі, чим викликає бурхливі емоції. Девід фліртує з нею, помічаючи шрами заподіяні самобичуванням на її руках. Сіссі займається сексом з Девідом у спальні брата. Від огиди Брендон йде з квартири. Наступного дня Сіссі намагається лягти в одне ліжко з Брендоном, на що він виганяє її з кімнати.
Брендон йде на побачення з колегою Маріанною, яка нещодавно розлучилась з хлопцем. Під час вечері у ресторані Маріанна говорить про важливість шлюбних тенет, Брендон називає це безглуздістю - найдовші стосунки у нього тривали три місяці. 
Сіссі помічає Брендона за мастурбацією у ванні. Він накидається на неї зі звинувачуванням про шпигунство. Вона помічає секс-чат на його ноутбуці. Психологічний тиск змушує позбутися усіх секс-іграшок, порно журналів, заразом і ноутбука. В офісі він цілує Маріанну, запрошує пройтися наголошуючи на сюрпризі. Вони опиняються в готелі, де у Брендона не настає ерекції під час статевого акту, це змушує дівчину покинути приміщення. Згодом Брендон займається жорстким сексом з повією в тому ж номері.
Брендон просить Сіссі покинути його дім. Він іде до бару, фліртує з жінками. Через конфлікт його виганяють, він вимушено йде до гей-клубу, де займається сексом з невідомим чоловіком. Потім прослуховує голосове повідомлення від Сіссі, котра плаче і говорить, що вони не погані люди, а просто прийшли із поганого місця. Брендон займається сексом в трьох з повіями.
Брендон підозрює, що Сіссі вчинила самогубство. Він дзвонить їй, проте та не бере слухавку, це вимушує його кинутися додому, де Сіссі лежить на підлозі у ванній з пошкодженими зап'ястками. Він намагається зупинити крововилив, врешті вона опиняється в лікарні. Брендон іде на міст і плаче під час зливи.
У метро Брендон знову бачить жінку з перстнем на руці. Він зазирає їй в очі. Вона встає, даючи йому зрозуміти, що зацікавлена. Брендон байдуже споглядає на неї.

## У ролях
- Майкл Фассбендер  — Брендон
- Кері Малліган  — Сіссі
- Джеймс Бедж Дейл — Девід
- Ніколь Біхайр — Меріанн
- Ганна Вейр — Саманта

## Виробництво

### Кастинг
Спершу Маккейна працював разом з продюсером Іеном Каннінґом над фільмом «Голод» 2008 року, згодом минулий досвід стимулював до нової співпраці, що була продовжена у розробці «Сорому» зосібно з Каннінґом і Емілем Шерманом із британсько-австралійської компанії See-Saw Films. Головним сценаристом був обраний Ебі Морган, який крім вже зазначеного фільму, написав сценарій до іншого задуму «Залізна леді».
Виконавець головної ролі Маккейн у «Голоді» Майкл Фассбендер був першим і єдиним претендентом відповідну роль у «Соромі». Актори Кері Малліган і Джеймс Бедж Дейл були взяті на роль, аби грати молодшу сестру і боса у 2010 році. «У мене була купа прогулів, що навіть тяжко описати», — відповів кастинг-директор Еві Кауфман, задача якого повставала провести кастинг на фільм з рейтингом NC-17. У Кауфмана було унікальне завдання від Маккуїна, до якого потрібно було долучити високоякісних акторів навіть на незначні ролі. Наприклад на ролі випадкових сексуальних партнерів Брендона. Ідея полягала у тому, що партнери повинні своїм мовчанням рухати сюжет далі, відзеркаючи психологічне становище Брендона.

### Фільмування
Початок відзйомки в Нью-Йорці було заплановано на січень 2011 року, хоча пізніше Фассбендер у інтерв'ю зазначив про бажання відзнімання раніше вже в березні. Переважна частина фільма відзнімалась у Челсі та його широтах. Офісні сцени продоковані у Citigroup Center, а сцени в готелі і нічному клубі Standard в районі Мітпекінга.

## Музика
Нижче представлені композиції вживані у фільмі:
| Сором | Сором                                                                              | Сором                                                  | Сором          | Сором      |
| #     | Назва                                                                              | Автор                                                  | Виконавець     | Тривалість |
| ----- | ---------------------------------------------------------------------------------- | ------------------------------------------------------ | -------------- | ---------- |
| 1.    | «Brandon»                                                                          | Harry Escott                                           | Harry Escott   | 8:28       |
| 2.    | «Goldberg Variations, BWV 988: Aria»                                               | Johann Sebastian Bach                                  | Glenn Gould    | 3:04       |
| 3.    | «Genius of Love»                                                                   | Adrian Belew Chris Frantz Steven Stanley Tina Weymouth | Tom Tom Club   | 3:26       |
| 4.    | «Rapture»                                                                          | Chris Stein Deborah Harry                              | Blondie        | 5:32       |
| 5.    | «I Want Your Love»                                                                 | Bernard Edwards Nile Rodgers                           | Chic           | 6:54       |
| 6.    | «My Favorite Things»                                                               | Oscar Hammerstein II Richard Rodgers                   | John Coltrane  | 13:39      |
| 7.    | «New York, New York «Theme»»                                                       | Fred Ebb John Kander                                   | Carey Mulligan | 4:55       |
| 8.    | «Let's Get Lost»                                                                   | Frank Loesser Jimmy McHugh                             | Chet Baker     | 3:40       |
| 9.    | «Prelude & Fugue No. 10 in E Minor, BWV 855: Prelude»                              | Bach                                                   | Glenn Gould    | 2:49       |
| 10.   | «Goldberg Variations, BWV 988: Variation 15 a 1 Clav. Canone alla quinta. Andante» | Bach                                                   | Glenn Gould    | 5:00       |
| 11.   | «Unravelling»                                                                      | Escott                                                 | Harry Escott   | 9:35       |
| 12.   | «You Can't Be Beat»                                                                | Chester Burnett                                        | Howlin' Wolf   | 3:05       |
| 13.   | «The Problem»                                                                      | Mark Louque                                            | Mark Louque    | 5:14       |
| 14.   | «Prelude & Fugue No. 16 in G Minor, BWV 885: Praeludium»                           | Bach                                                   | Glenn Gould    | 3:09       |
| 15.   | «End Credits»                                                                      | Escott                                                 | Harry Escott   | 1:43       |
| 80:13 |                                                                                    |                                                        |                |            |

## Нагороди та номінації
На агрегаторі рецензій Rotten Tomatoes 79 % критиків дали позитивну оцінку, про що можна говорити з 227 рецензій з середнім балом 7.50/10. Критики говорять наступне: «Вихваляючись знаменитою грою Майкла Фассбендера і Кері Малліган, „Сором“ — це неймовірне занурення у манію залежності». На Metacritic фільм отримав оцінку 72 зі 100 балів на основі 41 критиків.
Роджер Еберт із Chicago Sun-Times дав фільму чотири зірочки із чотирьох можливих назвавши його «потужним фільмом» і «сміливим й правдивим», відмітивши, що «це великий акт кінематографа і гри акторів. Я не вірю, що зможу його переглянути двічі». Пізніше Еберт назвав його другим кращім фільмом 2011 року. Тодд Маккарті із The Hollywood Reporter дав фільму позитивну рецензію, зауваживши: «Завдяки добрій грі, сміливій грі Майкла Фассбендера, „Сором“ — це справжня прогулянка по одичавій стороні, погляд якої вражає, з огляду на сексуальну залежність, що поставлена на один щабель з тяготою до наркотиків».
У газеті Нью-Йорк таймс А. Про. Скотт сказав: «Маккейн хоче показати, як інтенсивність потреб Брендона відгороджує його від справжньої близькості, але це здається вирішеним висновком, результатом елегантного експерименту, який був підлаштований від початку.» Дональд Кларк з «Айріш Таймс» назвав фільм "найкориснішим фільмом про непристойності з часів «Екзорциста», зазначивши, що «основна течія пуританства, проте, більш ніж трохи пригнічує».
Ігнатій Вишневецький, який пише для MUBI, сказав: «Кожна сцена [обсипана] великими дозами найшанованіших в кінематографі методів: двозначності… Сором носить свою порожнечу як почесний знак; Маккейн прагне до банальної порожнечі, і хоча він досягнув цього, щоб режисер (та ще з досвідом художника) прагнув зробити більше, ніж нічого не сказати».
У блозі британського журналу «Мистецтво психіатрії» психіаторка Еббі Зельцер вихвалив фільм за зображення людини з приграничними розладами особистості. Хоча, перша думка про фільм була зі певним застерженням, спираючись на зауваги рецензентів про сексуальну залежність Брендона, про що висловилась, як «зворушливий приклад і точне відтворення психопатології.. [котрий обов'язково повинен] бути для перегляду усім клініцистам».